# بيت حمزة (الشعر)

تعديل مصدري - تعديل

بيت حمزة محلة تابعة لقرية ذى الشامة، التابعة لعزلة بيت الصائدي بمديرية الشعر إحدى مديريات محافظة إب في الجمهورية اليمنية.، بلغ تعداد سكانها 55 حسب تعداد اليمن لعام 2004.